# Union Knopf
Die Union Knopf GmbH ist ein 1911 in Berlin gegründeter deutscher Hersteller von Knöpfen und Möbelzierbeschlägen. Seinen Sitz hat das Unternehmen seit 1959 im ostwestfälischen Bielefeld in Nordrhein-Westfalen.
Union Knopf betreibt neben dem Hauptsitz in Bielefeld noch die Wuppertaler Knopffabrik PSW. Weltweit ist die Gruppe an Standorten in der Volksrepublik China, Hongkong, Indien, Polen und der Türkei tätig. Aktuell beschäftigt das Unternehmen nach eigenen Angaben rund 700 Mitarbeiter. Nach Angaben der Online-Ausgabe des Handelsblattes lag die Zahl der Beschäftigen im Jahr 2011 bei 1025 Mitarbeitern.

## Geschichte
Das Unternehmen wurde 1911 in Berlin als Handelsgesellschaft mit eigener Manufaktur gegründet. Kurt Dolleschel trat 1918 in das Unternehmen ein. Im Jahre 1938 erfolgte eine Umfirmierung in Union Knopf Ehrich & Co., 1950 wurde in die bis heute bestehende Union Knopf GmbH neufirmiert. Von 1959 produzierte Union Knopf in Bielefeld, damals unter der Leitung von Manfred Dolleschel. Seit 1971 ist die Knopffabrik PSW Teil der Union Knopf Gruppe. Im Jahr 1975 begann die Produktion von Möbelzierbeschlägen. 1988 trat Martin Dolleschel der GmbH bei und ist seit 2009 alleiniger Geschäftsführer. 1996 wurde der Standort in Polen gegründet.
Im August 2015 gab die Firma bekannt, die Produktion in Bielefeld zum Jahresende 2015 einzustellen. Dadurch sank die Anzahl der Arbeitsplätze in Bielefeld um 16 auf 169. Im Februar 2017 erklärte Geschäftsführer Martin Dolleschel, dass für die Union Knopf GmbH beim Amtsgericht Bielefeld ein Schutzschirmverfahren eröffnet wurde. Betroffen waren 123 Mitarbeiterinnen und Mitarbeiter.

## Sonstiges
Im Jahr 2014 eröffnete Ex-Geschäftsführer Manfred Dolleschel im Bielefelder Nachbarort Verl ein öffentliches Knopf-Museum.